# Marianne Kierkemann
Barbro Marianne Kierkemann, född 20 oktober 1950 i Karl Johans församling i Göteborg, är en svensk politiker (moderat). Hon var ordinarie riksdagsledamot 2006–2010 (även tjänstgörande ersättare 2005 och 2011), invald för Hallands läns valkrets.
I riksdagen var hon ledamot i socialutskottet 2006–2010 och ledamot i Nordiska rådets svenska delegation 2006–2010. Hon var även suppleant i kulturutskottet, socialförsäkringsutskottet och socialutskottet, samt extra suppleant i skatteutskottet. Efter tiden som riksdagsledamot var hon ledamot i Valprövningsnämnden 2011–2019.